# Възнесение Господне (Кучково)
„Възнесение Господне“ или „Свети Спас“ (на македонска литературна норма: „Вознесение Господне“, „Свети Спас“) е възрожденска православна църква в скопското село Кучково, Северна Македония. Част е от Скопската епархия на Македонската православна църква – Охридска архиепископия. Църквата е изградена в XVII - XVIII век. След като Кучково попада в Сърбия след Балканските войни в 1912 - 1913 година, храмът е обновен.